# Chrysopidia (Chrysopidia) fuscata
Chrysopidia (Chrysopidia) fuscata is een insect uit de familie van de gaasvliegen (Chrysopidae), die tot de orde netvleugeligen (Neuroptera) behoort. 
Chrysopidia (Chrysopidia) fuscata is voor het eerst wetenschappelijk beschreven door Navás in 1914.